# Gino De Martino
Gino de Martino (Firenze, 14 agosto 1875 – Roma, 4 settembre 1956) è stato un tennista e dirigente sportivo italiano.
Discendente da nobile famiglia con titolo di conte, fu il primo presidente della Associazione Italiana Lawn Tennis, nel 1894, e l'anno successivo è il primo campione assoluto in singolare e nel doppio con il fratello Uberto.
Nel 1911 è il primo italiano a giocare uno Slam, scende in campo a Wimbledon dove viene eliminato al primo turno.
Lo stesso anno è nuovamente campione assoluto italiano ed ottiene un'importante vittoria sul campione di Wimbledon Anthony Wilding.